# السبع المدهش
السبع المدهش مسلسل رسوم متحركة مقتبس عن رواية حول العالم في ثمانين يوما لكاتب أدب الخيال العلمي جول فيرن الأديب الفرنسي. تم إنتاج هذا الأنمي عن طريق شركة بي أر بي الإسبانية بالاشتراك مع أستديو شركة نيبون أنيميشن التي تعاونت معها أكثر من مرة في إنتاج الأنمي؛ ولعل من أشهر إنتاجاتها مسلسل الفرسان الثلاثة (مسلسل 1981)، قد تم تجسيم الشخصيات في مسلسل الفرسان الثلاثة في حيوانات عديدة صور الثلاثة القطط الذين يطاردون من أعدائهم الثلاثة الكلاب.
أما السبع المدهش ويل فوج الذي حولته الرسوم المتحركة إلى سبع، وخادمه «خل الوفي» حول إلى وشق، وحولت «رومي الجميلة» إلى أنثى نمر أيضا.

## عنوان المسلسل
باللغة الأسبانية vuelta al mundo de Willy Fog أي «حول العالم مع ويلي فوج» وتم تحويره في الدبلجة العربية إلى «السبع المدهش». وقد عرض مسلسل حول العالم في ثمانين يوم في إسبانيا وفرنسا في عام 1983م كما عرض في إيطاليا عام 1985م
ولكن تأخر عرضه في اليابان حيث يجدر بالذكر أن هذا الانمي لم يعرض في اليابان إلا في خريف عام 1987م وتزامن ذلك مع عرض المسلسل في العالم العربي.

## أحداث المسلسل
ويلي فوج أو (سبع المدهش) هو سيد إنجليزي أرستقراطي دقيق جداً ويحب النظام وكان هذا السبب في تخليه عن خادمه السابق والبحث عن خادم جديد والخادم الجديد هو «خل الوفي» الذي قرأ إعلان السبع المدهش وجاء ليعمل عنده ومعه صديقة الدائم «فرو» وهو فأر صغير عمل معه فترة في السيرك وكان يخبئه في البداية داخل حقيبته حتى لا يراه سيده «سبع المدهش» ويخبره «خل الوفي» أنه ترك عمله عند سيده السابق لأنه كان كثير الأسفار فيطمئنه «سبع المدهش» ويخبره بأنه لا يفكر بالسفر ويقبل بأن يعمل عنده ثم يتركه ليبدأ عمله ويذهب إلى النادي كما تعود كل يوم حيث يلتقي برفاقه.
وفي النادي يكون الحديث عن سرقة مبلغ كبير من مصرف المدينة ويتطور الحديث حول فرصة السارق في الاختفاء عن الأنظار بفضل تطور وسائل المواصلات والنقل وسهولة الحركة ويقول السيد «معزاوي» أحد أعضاء النادي أنه أصبح بالإمكان الدوران حول العالم خلال ثلاثة أشهر
ويذكر لهم «سبع المدهش» مقالة كان قد قرأها صباح ذلك اليوم في صحيفة الـ «كرونيكل» كتبها الصحفي «سنجوب» تتحدث عن إمكانية القيام برحلة حول العالم في ثمانين يوماً
يسخر بقية أعضاء النادي من هذه الفكرة ويرون أنها فقط نظرية مستحيلة التحقيق لأنها لم تأخذ في الحسبان المشاكل التي قد تنشأ أثناء الرحلة كالعواصف والأعاصير وتأخر القطارات وغيرها من المشاكل.
لكن السبع المدهش يصر على إمكانية تحقيقها ويتطوع للقيام بها بنفسه فيراهنه أربعة من أعضاء النادي على ذلك ويتعهدون بأن يقدم له كل منهم خمسة آلاف جنيه أن قام بالرحلة في هذه المدة.
وفعلاً يقبل السبع المدهش الرهان ويخبرهم بأنه سينطلق في نفس الليلة في الساعة الثامنة وخمس وأربعين دقيقة على أن يقابلهم في نفس التوقيت بعد ثمانين يوماً.
ويعود السبع المدهش إلى المنزل ليخبر خادمه الجديد أنهم سيسافرون بعد ساعة فتكون صدمة كبيرة لـ «خل الوفي» خاصة حين يعلم أنهم سيطوفون العالم في ثمانين يوماً.
وتبدأ المكائد والدسائس بقيام السيد «غضبان» مدير مصرف إنجلترا وأحد المراهنين على فشل السبع المدهش في رحلته والذي لا تعجبه ثقة السبع المدهش الزائدة بنفسه؛ ليقوم باستئجار أحد المجرمين ويعده بخمسة آلاف جنيه أن هو عرقل السبع المدهش عن إنجاز الرحلة في الوقت المطلوب.
من ناحية أخرى كانت شرطة سكوتلانديارد تحقق في سرقة مصرف إنجلترا وتضع رسماً تقريبياً للسارق بحسب وصف الشهود ويكتشف المحقق «بحوث» أن الوصف ينطبق على السبع المدهش ويكتشف من أخبار الصحف المسائية أن السبع سيبدأ مساء اليوم رحلته حول العالم فيعتقد أنها حجه للهرب بعد أن سرق المصرف لذا يسارع مع زميله المحقق «لبوط» لإيقاف السبع المدهش قبل أن يهرب... وتبدأ المغامرة.

## الشخصيات
حور المسلسل بعض أحداث الرواية وأضاف إليها وغير بعض أسماء الشخصيات وكما قد أضيف شخصيات ليست في الواية الاصلية مثل تغير اسم فيلاس فوج إلى ويلي فوج والخادم الفرنسي باسبرتوت حول إلى خل الوفي وأما الفتاة الهندية أودا  أصبحت رومي الجميلة والمحقق فكس أصبح بحوث. أضيف لمسلسل الفأر فرّو والنمس الشرير أيضا.
سبع المدهش
بطل القصة، سيد إنجليزي هادئ الأعصاب أو لنقل بارد الأعصاب. وكأي سيد إنجليزي مهذب؛ هو دقيق جداً في كل شيء خاصة الوقت والمقاييس كان قد تخلى عن خادمه السابق بعد أن طلب منه ماء ساخناً بدرجة 86 درجة واحضرها الخادم بدرجة حرارة 84.
كان يقضي يومه بقراءة الصحف في الصباح ثم الذهاب إلى النادي ليلقى رفاقه هناك حتى المساء.
لا أحد يعلم عن ماضيه وتفاصيل حياته حتى أصدقاءه في النادي.
أبدى شهامة كبيرة أثناء الرحلة بمساعدته لـ «رومي الجميلة» كما كان كريماً مع الجميع خاصة مع خادمه الخل الوفي.
خل الوفي
فرنسي الجنسية، وعلى عكس سيده - هو بعيد جداً عن الهدوء، عمل في مهن كثيرة كما عمل في السيرك لذا هو يجيد الكثير من الأعمال والحركات البهلوانية كما يجيد الغناء والاستعراض. مخلص جداً لسيده ولهذا سمي في النسخة العربية بـ «خل الوفي»، والخل الوفي عند العرب هو أحد المستحيلات الثلاثة وتشمل كذلك: الغول والعنقاء. لذا يقول العرب حين يرون شيئاً عجيباً أو مستحيل الحدوث أنه من رابع المستحيلات، وللأسف أن البعض يقول سابع المستحيلات وهذا خطاً شائع عند العامة.
«خل الوفي» في نسخة الرواية الأصلية اسمه «باسبرتوت» وهي كلمة فرنسية تعني المفتاح الذي يصلح لفتح أي شيء؛ وفعلاً كان كذلك فلا شيء يصعب على «خل الوفي»
فرّو
أسباني الجنسية، وهو صديق «خل الوفي» المخلص وقد تعرف عليه أثناء عمله في السيرك، يجيد الكثير من الأعمال ومن أهمها التهام الطعام فهو دائماً جائع. في البداية كان الخل الوفي يخفيه في حقيبته حتى لا يراه السبع المدهش ويرفض إعطاء الخل الوفي الوظيفة، لكنه ينكشف في أثناء الرحلة حين يساعد صديقة الخل الوفي في التخلص من النمس الشرير، أهديت له ساعة شمسية حين كان في مصر وهو يعتز بها كثيراً. لا وجود له في الرواية الأصلية وهو من إضافات الأنمي.
رومي الجميلة
سيدة هندية كانت على وشك أن تحرق مع زوجها المتوفى ضمن طقوس خاصة في الهند. ولكن يقوم «سبع المدهش» و«الخل الوفي» بإنقاذها وخوفاً على حياتها في الهند ترافقهم إلى إنجلترا، تساعدهم أثناء الرحلة حيث أنها تجيد التمريض وتركيب الأدوية.
بحّوث
مفتش سكوتلانديارد المجتهد، يطوف العالم خلف السبع المدهش على أمل القبض عليه بتهمة سرقة بنك انكلترا؛ خاصة في الدول التابعة للملكية البريطانية، لكنه يواجه مشكلة في تأخر وصول مذكرة التوقيف من لندن، وينجح في بعض الأحيان في تعطيل السبع المدهش عن القيام برحلته، ولكن أثناء الرحلة وبعد خروج السبع المدهش ورفاقه من الدول التابعة للتاج البريطاني وتوجهه إلى أمريكا تتغير خطة بحوث من تأخير السبع إلى مساعدته للعودة إلى لندن من أجل القبض عليه.
لبوط
مساعد بحوث وهو غبي وكسول ويعاني دائماً من قلة الطعام حيث يطالبه بحوث دائماً بعدم الإسراف، لأن سكوتلنديارد لا تدفع لهم الكثير. لم يكن موجوداً في الرواية الأصلية.
النمس الشرير
مجرم يبعث به «غضبان» مدير البنك وأحد المراهنين مع السبع المدهش بهدف تعطيل السبع عن إتمام رحلته في وقتها المحدد، هو ماهر جداً في التنكر وتغيير صوته؛ ولديه الكثير من الحيل ولكن الخل الوفي كان له دائماً بالمرصاد. لا وجود له في الرواية الأصلية.
غضبان النكد
مدير بنك إنجلترا الذي سُرق منه مبلغ خمسة وخمسين ألف جنية، وهو أحد أعضاء «نادي الإصلاح» المراهنين مع السبع المدهش لكنه لا يلعب اللعبة بنزاهة بل يقوم بإرسال أحد المجرمين وهو «النمس الشرير» لتعطيل رحلة السبع.
معزاوي
صديق السبع المدهش في «نادي الإصلاح» وهو من الداعمين لرحلة السبع المدهش ويدافع عنه دائماً.
سنجوب
صحفي من صحيفة الـ «كرونيكول مورننج»، وهو أول من كتب مقالة عن إمكانية السفر حول العالم في 80 يوماً، ويتمنى أن تتكلل رحلة السبع المدهش بالنجاح حتى تتحقق نظريته التي كتب عنها.
زعّوم
مدير سكوتلنديارد وهو من قام بإرسال «بحوث» و«لبوط» خلف «السبع المدهش».
أعضاء نادي الإصلاح
المراهنين ضد السبع على فشل رحلته؛ وفي حال نجاحها سيدفع كل منهم خمسة آلاف جنيه لـ «سبع المدهش». أحدهم هو رئيس تحرير الـ «كرونيكل مورننج» والثاني مدير السكك الحديد والثالث مدير البواخر.

## النسخة العربية
اجتمع في هذا المسلسل نخبة من ألمع نجوم الدبلجة العربية وهم نجوم الدبلجة اللبنانية في عصرها الذهبي، بعضهم نجوم سُمعت أصواتهم في مسلسلات خالدة مثل غرندايزر ومغامرات سندباد وجزيرة الكنز وعلى رأسهم الأسطورتان جهاد الأطرش ووحيد جلال.
جهاد الأطرش تميز في دور بطل القصة السبع المدهش.
وحيد جلال تميز في عدة أدوار في المسلسل: «النمس الشرير» ومدير شرطة سكوتلانديارد السيد «زعوم» ورئيس تحرير صحيفة الكرونيكل.
عبد الكريم عمر  تميز بتقديم شخصية رئيسية وهي الخل الوفي وهي على عكس الشخصيات التي تعودنا سماع صوته فيها شخصية شابة فكان أداءه فيها مختلفاً عما سبق كما قام في نفس المسلسل بأداء دور «معزاوي» صديق السبع المدهش من نادي الإصلاح.
إيلي ضاهر قام بدور أساسي وهو محقق سكوتلانديارد «بحوث» الذي يلاحق السبع المدهش للقبض عليه.
صبحي عيط دور السيد «غضبان النكد» مدير مصرف إنجلترا واحد المراهنين على فشل رحلة السبع المدهش وكما لعب دور المخبر الكسول «لبوط» مساعد بحوث في مطاردته للسبع المدهش.
محمد إبراهيم شارك بدور الصحفي «سنجوب» كما شارك بعدة شخصيات جانبية أخرى.
إسماعيل نعنوع لعب عدة شخصيات في مسلسل السبع المدهش.
نوال حجازي قامت بدور «فرّو».
ليلى ملوحي في مسلسل السبع المدهش قامت ليلى ملوحي بدور الراوية كما قامت بدور «رومي الجميلة».
غانم الصالح اقتصر دوره على غناء شارة المسلسل.

## الحلقات
- 1 الرهان.
- 2 مفآجأة النمس.
- 3 رحلة شاقة.
- 4 السبع المدهش مطلوب.
- 5 سبع المدهش في ورطة.
- 6 سبع المدهش في باجوده في الهند.
- 7 قطار كلكتا السريع.
- 8 الغابة الخطرة.
- 9 انقاذ رومي الجميلة.
- 10 هدية لصاحب الفيل الحقيقي.
- 11 قبعة خلو هي الدليل.
- 12 عاصفة في بحر الصين.
- 13 خل في الفخ.
- 14 رحلة إلى يوكوهاما.
- 15 سيرك في اليابان.
- 16 مغامرة في جزر هاواي.
- 17 جولة في المنطاد الملون.
- 18 مبارزة في سان فرنسيسكو.
- 19 قطار فوق جسر محطم.
- 20 الهنود الحمر يهجمون
- 21 عصابة قطاع الطرق.
- 22 شلالات نياغرا.
- 23 في المحيط الأطلسي.
- 24 السفينة تحترق.
- 25 سبع المدهش في السجن.
- 26 سبعنا يدهش العالم.

## روابط خارجية
- السبع المدهش على موقع IMDb (الإنجليزية)
- السبع المدهش على موقع فيلمافينيتي (الإسبانية)
- السبع المدهش على موقع ليتربوكسد (الإنجليزية)
- السبع المدهش على موقع كينوبويسك (الروسية)
- السبع المدهش على موقع ألو سيني (الفرنسية)
- السبع المدهش على موقع قاعدة بيانات الفيلم (الإنجليزية)
- السبع المدهش على موقع ANN anime (الإنجليزية)